# Голіцин Лев Сергійович
Князь Лев Сергійович Голіцин (12 (24) серпня 1845 , Старавесь, Королівство Польське  — 13 (26) грудня 1915 , Феодосія, Таврійська губернія ) — винороб, підприємець.

## Життєпис
Походив зі старовинного дворянського роду потомків Великого литовського князя Гедиміна. Навчався в Парижі, служив при міністерстві іноземних справ. У 1871 році закінчив юридичний факультет Московського університету. У 1872–1874 роках продовжував навчання у Лейпцигу та Геттінгені. Під час перебування у Франції вивчав досвід приготування виноградних вин.
У 1878 році придбав великий маєток Новий Світ поблизу Судака на Чорноморському узбережжі Криму. Тут він вирощував до 500 сортів винограду, вів селекційну роботу. В кінці 1880–1890 років побудував в Новому Світі виноробний завод і найбільші винні підвали в горі Коба-Кая. Тоді ж Лев Голіцин почав виробництво ігристих вин.
У 1891–1898 роках займав посаду головного винороба Крайового відомства. За його керівництва були розширені і побудовані найбільші в Криму виносховища в Масандрі, Ай-Данілі, Ореанді і Лівадії.
1912 року взв'язку з погіршенням здоров'я, скрутним фінансовим становищем і прагнучи зберегти унікальне господарство, Голіцин подарував царській родині частину свого маєтку із землею, колекцією вин та завод шампанських вин з підвалами.
Був похований у склепі на виноградниках в Новому Світі. Поховання не збереглося. На місцевому цвинтарі встановлений кенотаф.